# 니콜라 클류세프
니콜라 클류세프(마케도니아어: Никола Кљусев, 1927년 10월 2일 ~ 2008년 1월 16일)는 북마케도니아의 학술 위원, 정치인이다. 독립 후 1991년 1월 27일부터 1992년 8월 17일까지 북마케도니아의 초대 총리를 지냈다.